# Gordan
Gordan je moško osebno ime.

## Izvor imena
Ime Gordan je  k nam prišlo iz hrvaškega oziroma srbskega jezikovnega področja. Razlagajo ga kot skrajšano obliko iz imena Gordijan, ki izhaja iz grškega imena Gordianós v pomenu besede »gordijski«, to je iz mesta Gordion v Frigiji.

## Izpeljanke imena
- moške oblike imena: Gorden, Gordica
- ženske oblike imena:Gordana, Gordanka, Gordica

## Pogostost imena
Po podatkih Statističnega urada Republike Slovenije je bilo na dan 31. decembra 2007 v Sloveniji število moških oseb z imenom Gordan: 148.

## Osebni praznik
Osebe z imenom  Gordan lahko godujejo 10. maja, ko je v koledarju (sv. Gordijan, mučenec, umrl 362).

## Zanimivost
Mesto Gordion je iz zgodovine znano po gordijskem vozlu, ki ga je legendi Aleksander Veliki razrešil tako, da ga je presekal z mečem.